# تفاعل آدكنز بيرسون
تفاعل آدكنز بيرسون (بالإنجليزية : Adkins-Peterson reaction ) عبارة عن أكسدة هوائية للميثانول إلى الفورمالدهيد في وجود أكسيد المعدن كحفاز مثل أكسيد الحديد ، ثلاثي أكسيد المولبيدنوم أو خليط منهما .
وقد تم تطويره بواسطة هومر بور آدكنز (بالإنجليزية : Homer Burton Adkins ) و ويسلي ر. بيرسون (بالإنجليزية : Wesley R. Peterson )